# Collis
Collis (plurale colles) è un termine latino indicante un leggero rilievo o una collina di piccole dimensioni. Il termine trova oggi applicazione in esogeologia, dove è comunemente utilizzato per indicare formazioni di tipo collinare e regioni leggermente sopraelevate presenti sulla superficie dei corpi celesti. Strutture geologiche di questo tipo sono state individuate su Venere, Marte, Titano e Plutone.

## Convenzioni di nomenclatura
- Venere: i colles sono intitolati a divinità del mare o della pesca secondo le diverse culture.[2]
- Marte: i colles mantengono i nomi precedentemente utilizzati per designare le regioni circostanti.
- Titano: i colles sono dedicati a personaggi delle opere di J. R. R. Tolkien.
- Plutone. i colles sono dedicati a veicoli per l'esplorazione spaziale.

## Colles
Colles su Venere:
- Akkruva Colles
- Asherat Colles
- Chernava Colles
- Jurate Colles
- Marake Colles
- Mena Colles
- Migazesh Colles
- Molpe Colles

- Nahete Colles
- Nuliayoq Colles
- Olosa Colles
- Ran Colles
- Ruad Colles
- Salofa Colles
- T'ien Hu Colles
- Urutonga Colles

Colles su Marte:
- Abalos Colles
- Acidalia Colles
- Alpheus Colles
- Arena Colles
- Ariadnes Colles
- Astapus Colles
- Avernus Colles
- Candor Colles
- Chryse Colles
- Colles Nili
- Cydonia Colles
- Deuteronilus Colles
- Galaxias Colles
- Hydraotes Colles
- Ortygia Colles
- Oxia Colles
- Scandia Colles
- Simois Colles
- Syria Colles
- Tartarus Colles
- Tempe Colles
- Ulysses Colles

Colles su Plutone:
- Challenger Colles
- Columbia Colles

Colles su Titano:
- Arwen Colles
- Bilbo Colles
- Faramir Colles
- Gandalf Colles
- Handir Colles
- Nimloth Colles